# Bob Sheppard
Robert Leo "Bob" Sheppard (20 de outubro de 1910 – Baldwin, 11 de julho de 2010) foi um locutor norte-americano.  Foi por longo tempo narrador de toda a área de Nova Iorque, mais notadamente do New York Yankees (1951-2007) e New York Giants (1956 - 2006). Faleceu em 2010 após um jogo do Giants contra o Tampa Bay Rays.